# Монпелье-де-Медийан
Монпелье́-де-Медийа́н (фр. Montpellier-de-Médillan) — коммуна во Франции, находится в регионе Пуату — Шаранта. Департамент коммуны — Шаранта Приморская. Входит в состав кантона Жемозак. Округ коммуны — Сент.
Код INSEE коммуны — 17244.

## Население
Население коммуны на 2010 год составляло 639 человек.
| 1962 | 1968 | 1975 | 1982 | 1990 | 1999 | 2010 |
| ---- | ---- | ---- | ---- | ---- | ---- | ---- |
| 576  | 539  | 512  | 513  | 502  | 506  | 639  |